# El Tigre de Carayaca
Héctor Simosa Alarcón, conocido como "El Tigre de Carayaca", (Maturín, estado Monagas, 16 de enero de 1921-Caracas, Distrito Federal, 19 de octubre de 1984) fue un médico traumatólogo, egresado de la Universidad Central de Venezuela. 
Comenzó su afición científica por el juego de dominó desde los doce años de edad viendo jugar a su padre. Jugador de una gran capacidad de análisis científico del juego, cambio el mundo del dominó entre los años 55 y 80. Desarrolló la técnica que expuso por primera vez en su libro en el año 1957, mientras estudiaba en la Universidad central de Venezuela. Su libro, “Ciencia y Arte en el Dominó”, cincuenta años después continúa siendo un Best Seller.
En dicha obra se planteó por primera vez un método de juego que está fundamentado en la información que el jugador de turno transmite en función de la pinta que va a generar en su jugada. “El Tigre de Carayaca”, ha sido, es y será para siempre “El Gran Señor del Dominó”, ya que influyó, a través de sus enseñanzas y comentarios, en muchos de los que hoy en día son estrellas del firmamento dominocístico.
- Datos: Q5823532